# Nienke van Hichtum
Sjoukje Maria Diderika Troelstra-Bokma de Boer (13 février 1860-9 janvier 1939), connu sous le pseudonyme de Nienke van Hichtum est une autrice connue pour ses livres pour enfants écrits en frison occidental et en néerlandais.
Elle était mariée à l'homme politique Pieter Jelles Troelstra.
Un prix de littérature jeunesse porte son nom.